# 1275

## Události
- květen – Římský král Rudolf I. Habsburský na sněmu v Augsburgu vyhlašuje nad Přemyslem Otakarem II. říšskou klatbu.
- Švédský král Valdemar Birgersson je svržen z trůnu svým mladším bratrem Magnusem.

## Narození
- 11. září – Markéta Anglická, brabantská vévodkyně († po 1333)
- ? – Eleonora Bretaňská, abatyše kláštera ve Fontevraud († 16. května 1342)

## Úmrtí
- 6. ledna – Raimundo de Peñafort, španělský generální představený dominikánů, zpovědník papežů, misionář a světec (* 1175)
- 26. ledna – Ulrich von Liechtenstein, štýrský šlechtic a básník (* okolo 1200)
- 26. února – Markéta Anglická (1240–1275), skotská královna z dynastie Plantagenetů jako manželka Alexandra III. (* 29. září 1240)
- 24. března – Beatrix Anglická, bretaňská vévodkyně z dynastie Plantagenetů (* 25. června 1242)
- 13. dubna – Eleonora Anglická (1215), hraběnka z Pembroke a z Leicesteru z dynastie Plantagenetů (* 1215)
- 25. července – Ferdinand de la Cerda, kastilský princ a regent (* 23. října 1255)
- 17. prosince – Erik Birgersson, švédský vévoda (nejmladší bratr švédského krále Valdemara Birgerssona) (* 1250)
- Hirzo z Klingenbergu, český šlechtic (* ?)

## Hlava státu
- České království – Přemysl Otakar II.
- Svatá říše římská – Rudolf I. Habsburský – Alfons X. Kastilský
- Papež – Řehoř X.
- Anglické království – Eduard I.
- Francouzské království – Filip III.
- Polské knížectví – Boleslav V. Stydlivý
- Uherské království – Ladislav IV. Kumán
- Byzantská říše – Michael VIII. Palaiologos
- Kastilie – Alfons X. Kastilský
- Portugalsko – Alfons III. Portugalský
- Švédsko – Valdemar I. Švédský / Magnus III. Švédský
- Dánsko – Erik Klipping
- Norsko – Magnus VI.